# Tafone

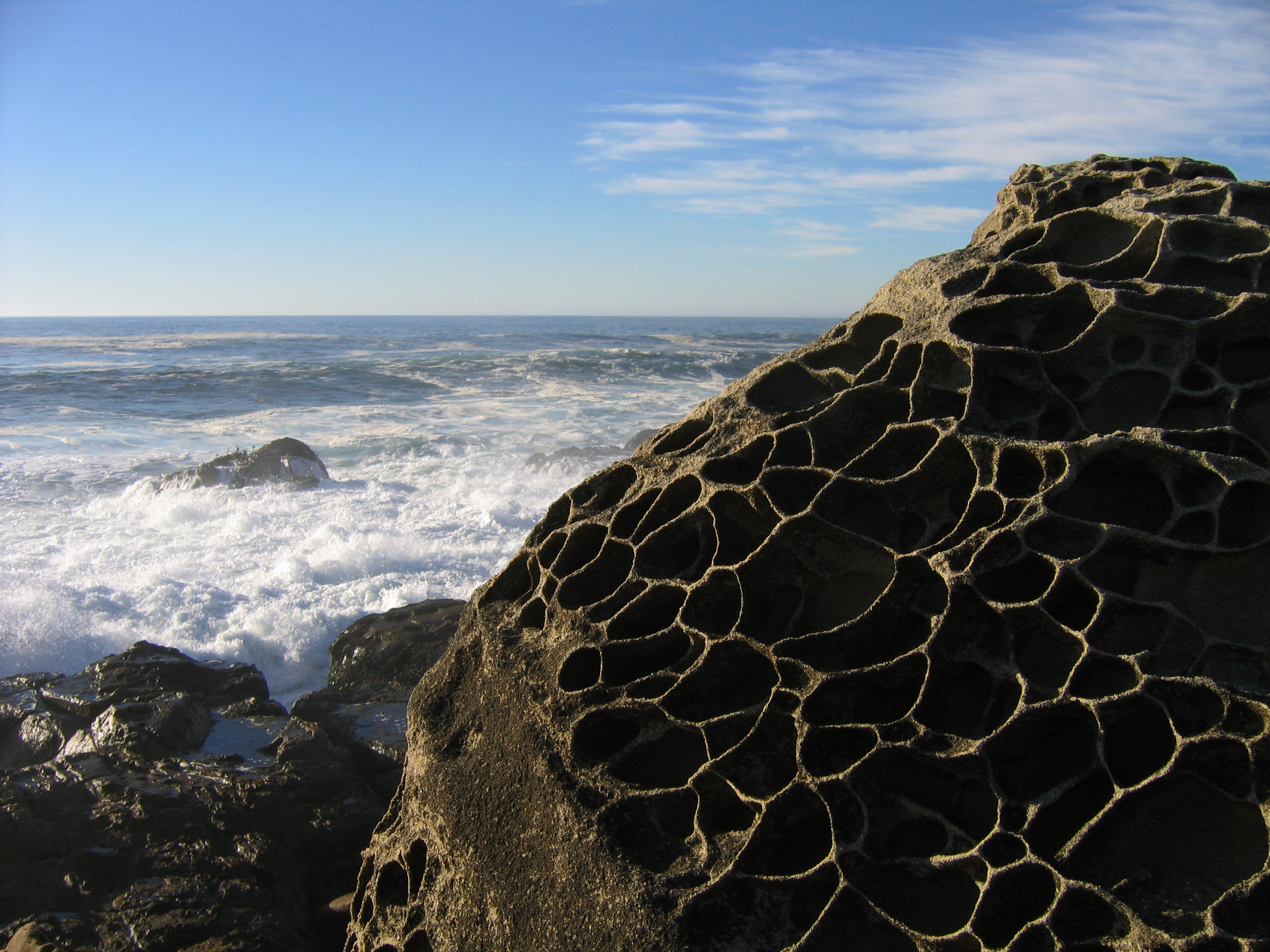
Tafoni al Salt Point State Park, Sonoma County

Il tafone è una cavità nella roccia, di dimensioni abbastanza ridotte, presente soprattutto in rocce granulari come l'arenaria, con pareti lisce. 
I tafoni si possono trovare in ogni zona del mondo, ma sono particolarmente comuni nelle zone marittime, nelle zone aride e nei deserti.
Ci sono molte spiegazioni a proposito dell'origine dei tafoni: erosione eolica (corrasione), erosione dovuta al sale, differenze nella coesione interna e nella permeabilità dell'arenaria, durata del periodo secco fra diversi periodi umidi. I tafoni piccoli sono talvolta chiamati alveoli e l'erosione corrispettiva è anche detta alveolare.

## Tafoni in Italia

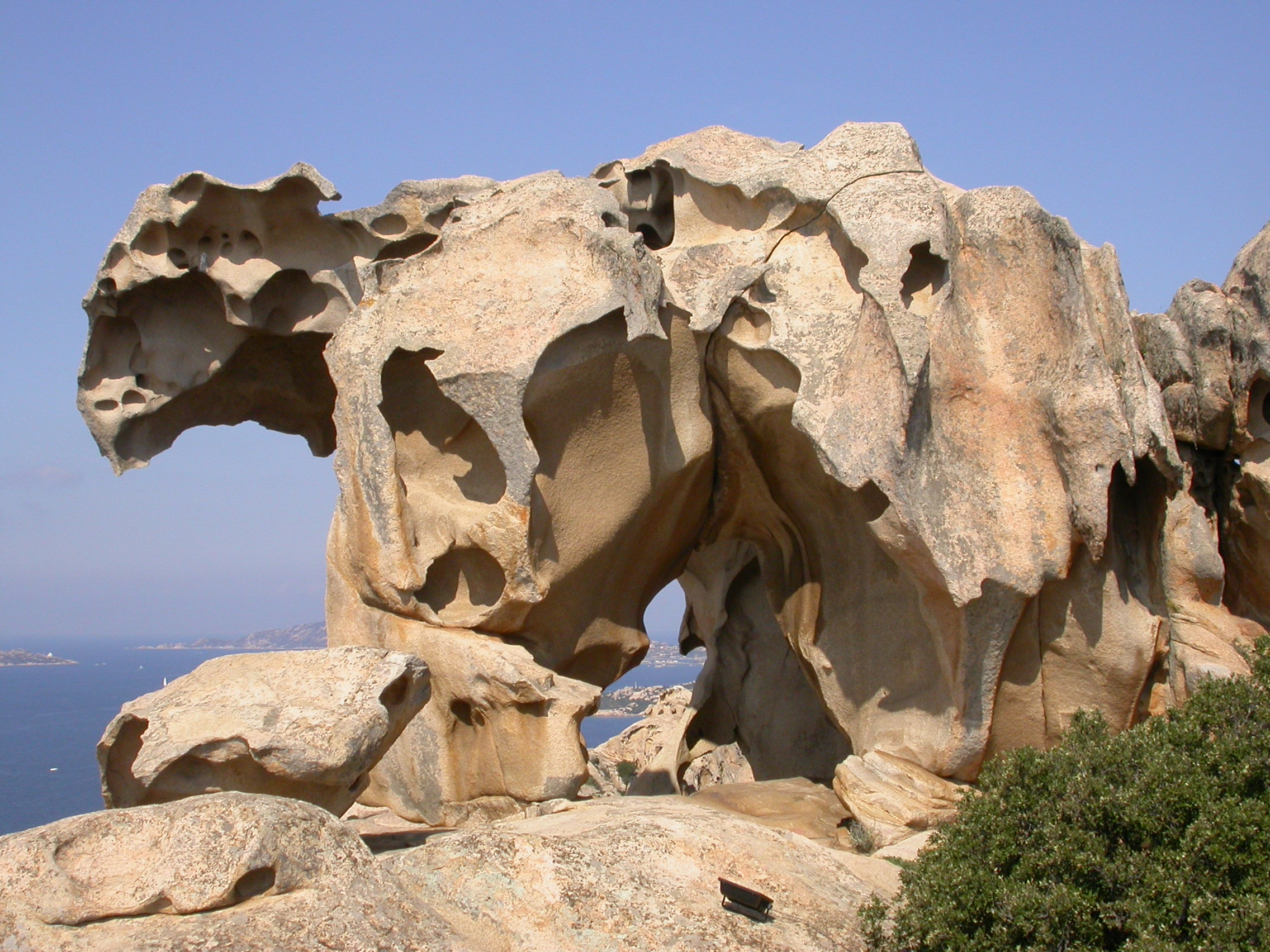
Capo d'Orso, in Sardegna

In Italia è possibile trovare tafoni in Sardegna, ad esempio nell'isola di La Maddalena, dove sono creati dalla erosione eolica e da quella dovuta al sale marino che disgrega la roccia, e in altre regioni, soprattutto dove si trova la roccia arenaria. Sull'isola di Capraia (arcipelago toscano) sono presenti dei tafoni sotto la torre dello Zenobito, punta sud dell'isola. Sono molto diffusi anche sull'isola di Montecristo. Sono presenti dei tafoni anche lungo la costa livornese del Romito, dove interessano la formazione del Macigno della Falda Toscana. Un altro sito dove poter ammirare tali bellezze è in Sicilia, sui monti Nebrodi, zona Ucria. 
Lontano dalla costa si trovano dei tafoni a Soprasasso, un geosito di rilevanza locale in località Montecavalloro, negli Appennini. L'azione erosiva è dovuta al vento e all'acqua di condensazione.

## Etimologia
L'etimologia della parola "tafoni" è incerta, ma comunque mediterranea. Può derivare dal greco taphos, "tomba", oppure dal corso taffoni, che significa "finestre", o da tafonare, "perforare". Anche in siciliano, il termine tafoni significa "finestre". La prima pubblicazione in cui troviamo il termine "tafoni" è del 1882.

## Galleria d'immagini

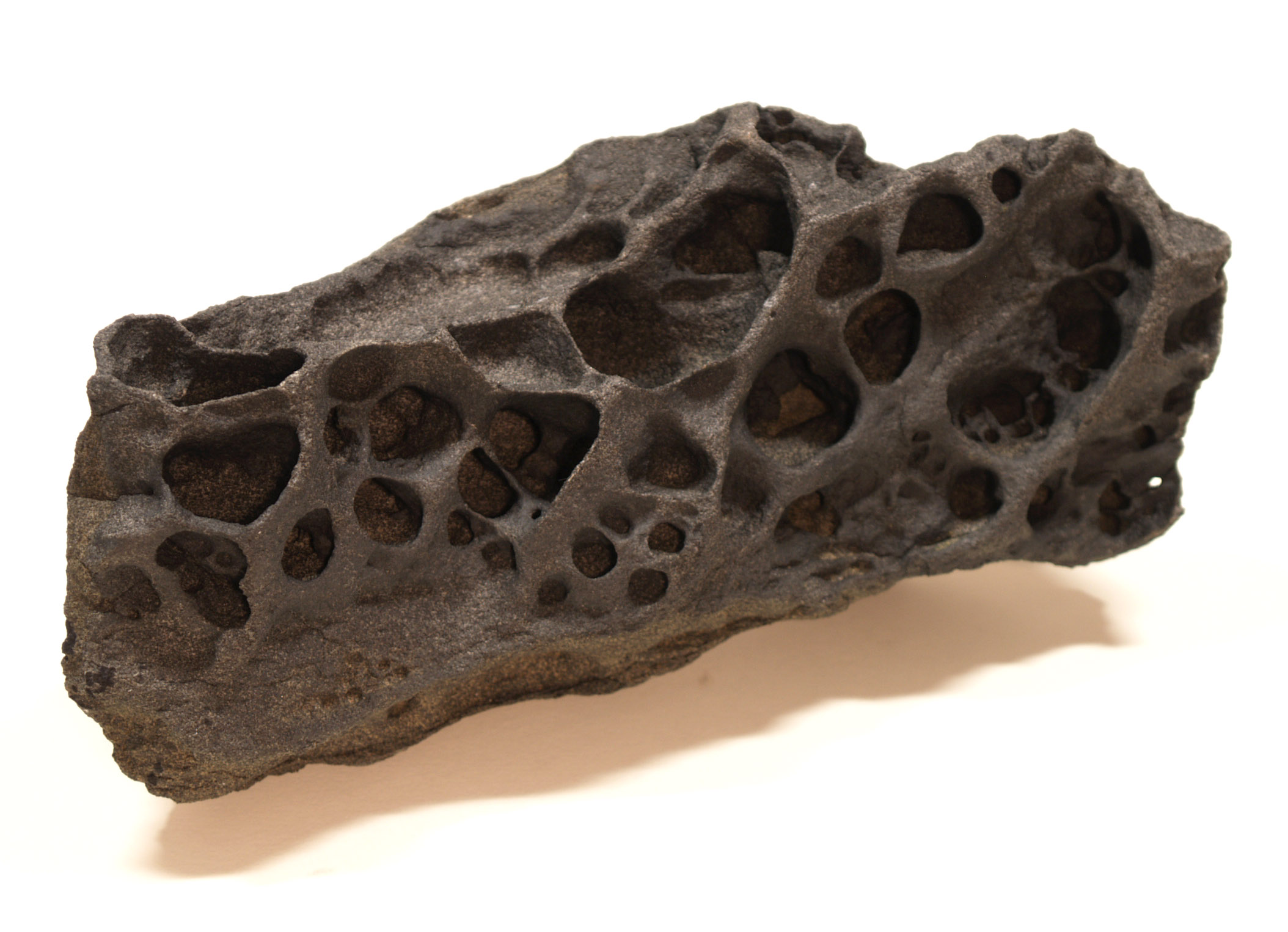
Tafoni dell'Antartide
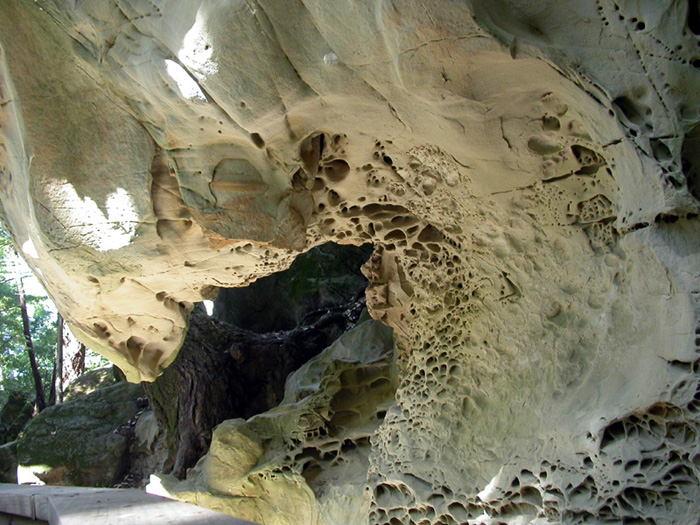
Formazione di tafoni nella regione montana vicino a San Francisco.
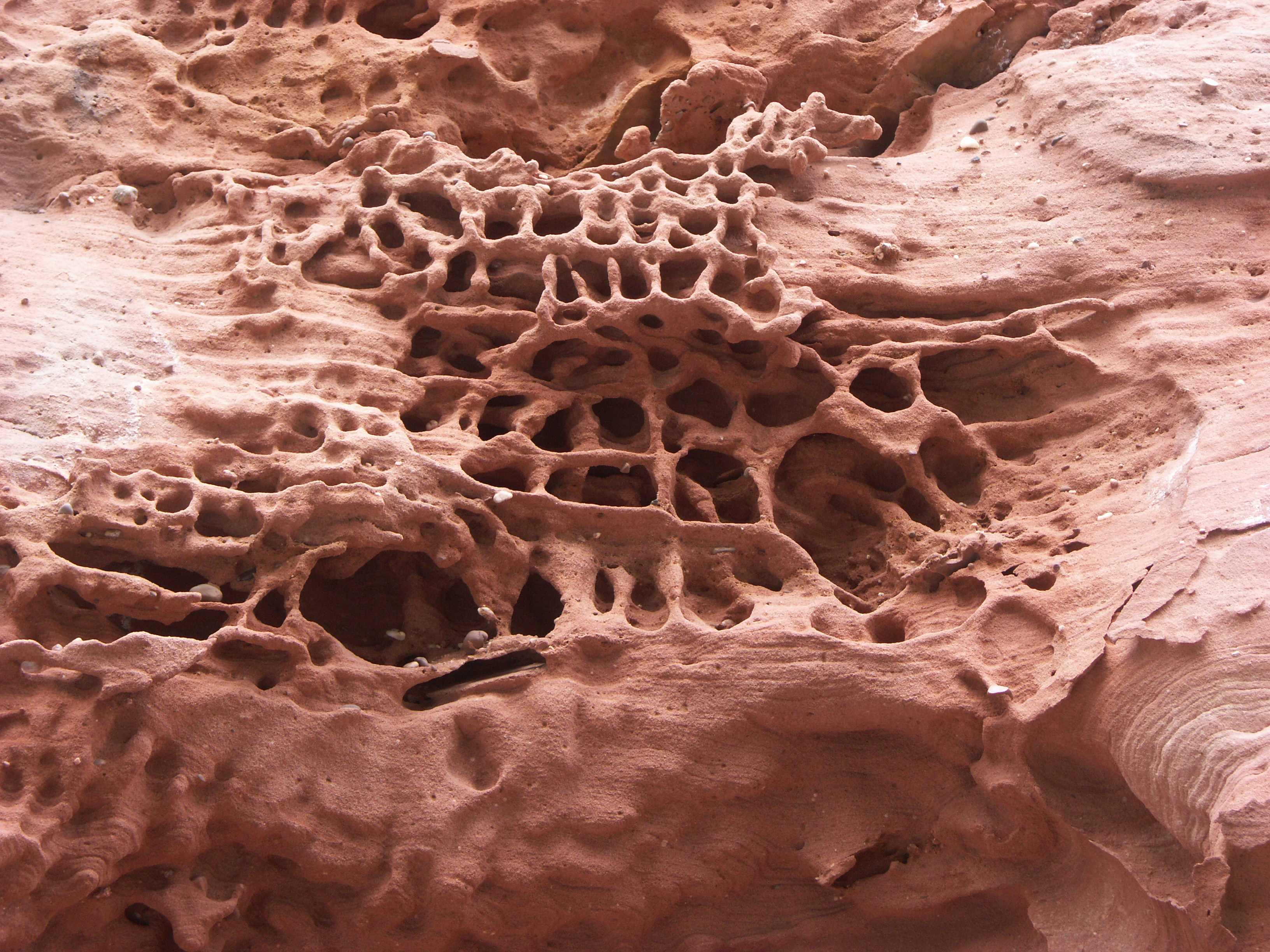
Tafoni nell'arenaria, Südpfalz, Renania-Palatinato, Germania
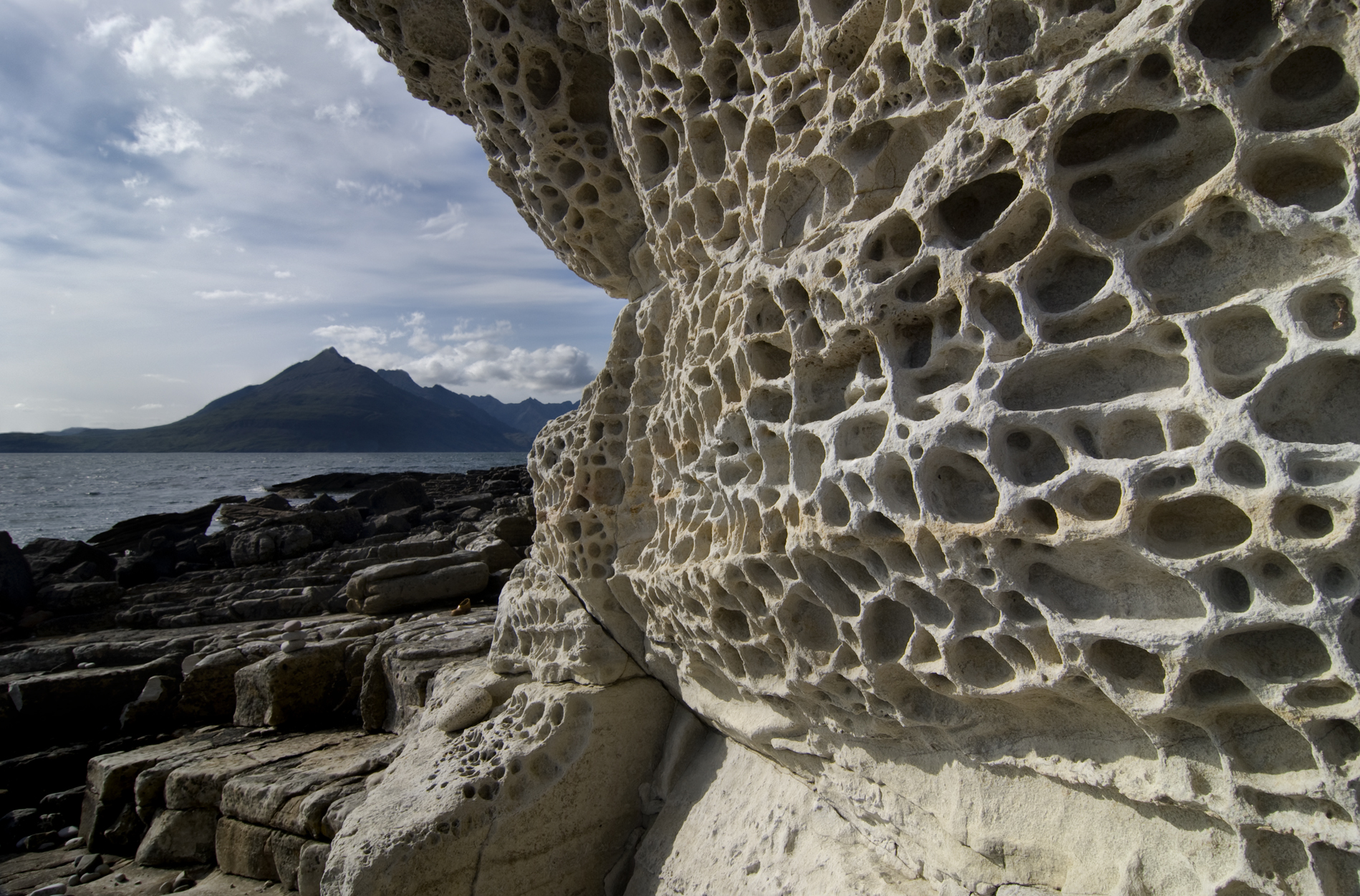
Tafoni a Elgol, Isola di Skye